# Ever Zárate
Ever Antonio Zárate (Villa Adelina, Buenos Aires, Argentina; 6 de octubre de 1980) es un futbolista argentino. Juega de mediocampista por izquierda y actualmente juega para Defensores Unidos, de la Primera C.

## Clubes
| Club              | País      | Año             |
| ----------------- | --------- | --------------- |
| Estudiantes (BA)  | Argentina | 1999 - 2006     |
| Tigre             | Argentina | 2006 - 2008     |
| Estudiantes (BA)  | Argentina | 2007            |
| Flandria          | Argentina | 2008 - 2009     |
| Estudiantes (BA)  | Argentina | 2009 - 2010     |
| América de Cali   | Colombia  | 2011            |
| Deportivo Madryn  | Argentina | 2012            |
| Laferrere         | Argentina | 2012 - 2013     |
| Defensores Unidos | Argentina | 2013 - Presente |

## Palmarés

### Torneos nacionales
| Título                  | Club             | País      | Año  |
| ----------------------- | ---------------- | --------- | ---- |
| Primera B Metropolitana | Estudiantes (BA) | Argentina | 2000 |

### Otros trofeos
| Título     | Club            | País     | Año  |
| ---------- | --------------- | -------- | ---- |
| Copa Cafam | América de Cali | Colombia | 2011 |